# Георгиевская (Волховский район)
Гео́ргиевская — посёлок при станции в Колчановском сельском поселении Волховского района Ленинградской области.

## История
По данным 1966 года посёлок при станции назывался Георгиевский Разъезд и входил в состав Колчановского сельсовета.
По данным 1973 и 1990 годов посёлок при станции назывался Георгиевская и также входил в состав Колчановского сельсовета.
В 1997 году в посёлке при станции Георгиевская Колчановской волости проживали 4 человека, в 2002 году — 2 человека (все русские).
В 2007 году в посёлке при станции Георгиевская Колчановского СП — 1 человек, в 2010 году — постоянного населения не было.

## География
Посёлок расположен в центральной части района у железнодорожной платформы Георгиевская на линии Волховстрой I — Лодейное Поле.
Расстояние до административного центра поселения — 7 км.
К западу от посёлка протекает река Златынка, к югу — река Ширица.

## Демография
| 1997 | 2002 | 2007 | 2010 | 2013 | 2017 |
| ---- | ---- | ---- | ---- | ---- | ---- |
| 4    | ↘2   | ↘1   | ↘0   | →0   | →0   |

По данным Всероссийской переписи населения 2021 года в посёлке постоянного населения не было.